# Physics of Plasmas
「Physics of Plasmas」は、1994年からアメリカ物理学会のプラズマ物理部門の協力のもと、米国物理学協会によって発行されている、プラズマ物理に関する査読付きの月刊科学雑誌である。
1988年まで、この雑誌のテーマは「Physics of Fluids」に含まれていた。1989年から1993年まで、「Physics of Fluids」は流体力学を扱う「Physics of Fluids A」とプラズマ物理に特化した「Physics of Fluids B」に分割されていた。1994年には、「Physics of Plasmas」が独立したジャーナルとして分離された。